# فالا فريد
فالا فريد هي محامية وسياسية عراقية وُلدت عام 1975. كانت الناطقة باسم إقليم كردستان العراق؛ انتخبت في فبراير 2019 أول رئيسة أنثى للسلطة التشريعية في البلاد.
شغلت منصب رئيسة البرلمان الكردستاني العراقي من 18 فبراير 2019 حتى 11 يوليو 2019. استلمت هذا المنصب من يوسف محمد صديق، وخلفتها بعد ذلك ريواز فايق.

## نشأتها
ولدت فالا في أربيل العراق. حصلت على شهادة في الحقوق، وتم انتخابها عضو برلمان إقليم كردستان في سبتمبر 2019.
في 18 فبراير عام 2019، رشّح الحزب الديمقراطي الكردستاني (KDP) فالا فريد لرئاسته وحصلت على 68 صوت. امتنع سياسيون من الاتحاد الوطني الكردستاني (PUK) عن حضور هذه الجلسة، وتم تعيين فالا كرئيس مؤقت حتى يصل الطرفان (الحزب الديمقراطي والحزب الوطني) لاتفاق حول من سيقوم بهذا الدور بشكل دائم.
وفقاً لمؤسسة (صوت أمريكا) الإعلامية، فقد أعلن الحزب الديمقراطي الكردستاني أنه بمجرد التوصل إلى اتفاق مع الاتحاد الوطني الكردستاني، فإن دور الرئيس سوف يعود إلى كونه معيّن سياسي تابع للاتحاد الوطني الكردستاني.
قال زعيم كتلة الحزب الديمقراطي الكردستاني عُميد خوشناو (Umed Khoshnaw): “متى أصبح هناك اتفاق بين الطرفين، سنقوم بسحب مرشحنا والتصويت لصالح مرشح الاتحاد الوطني الكردستاني، حسب اتفاقنا سويةً".
حسب مسودة الاتفاق التي تم التوصل إليها في 5 فبراير، يتم تعيين ممثل من الاتحاد الوطني الكردستاني ليتولى منصب رئيس البرلمان.
كان يعني تعيين فالا فريد أن اثنين من المناصب العليا الثلاثة في برلمان حكومة إقليم كردستان تشغلها سيدات، مع انتخاب منى قهوجي (Muna Kahveci) من حزب الإصلاح التركماني كنائبٍ ثانٍ لرئيس البرلمان.
يعتمد برلمان حكومة إقليم كردستان نظام الحصص (الكوتا) والذي يتطلب أن يكون ما نسبته 30% من النواب في البرلمان سيدات.